# 2 Batalion Celny

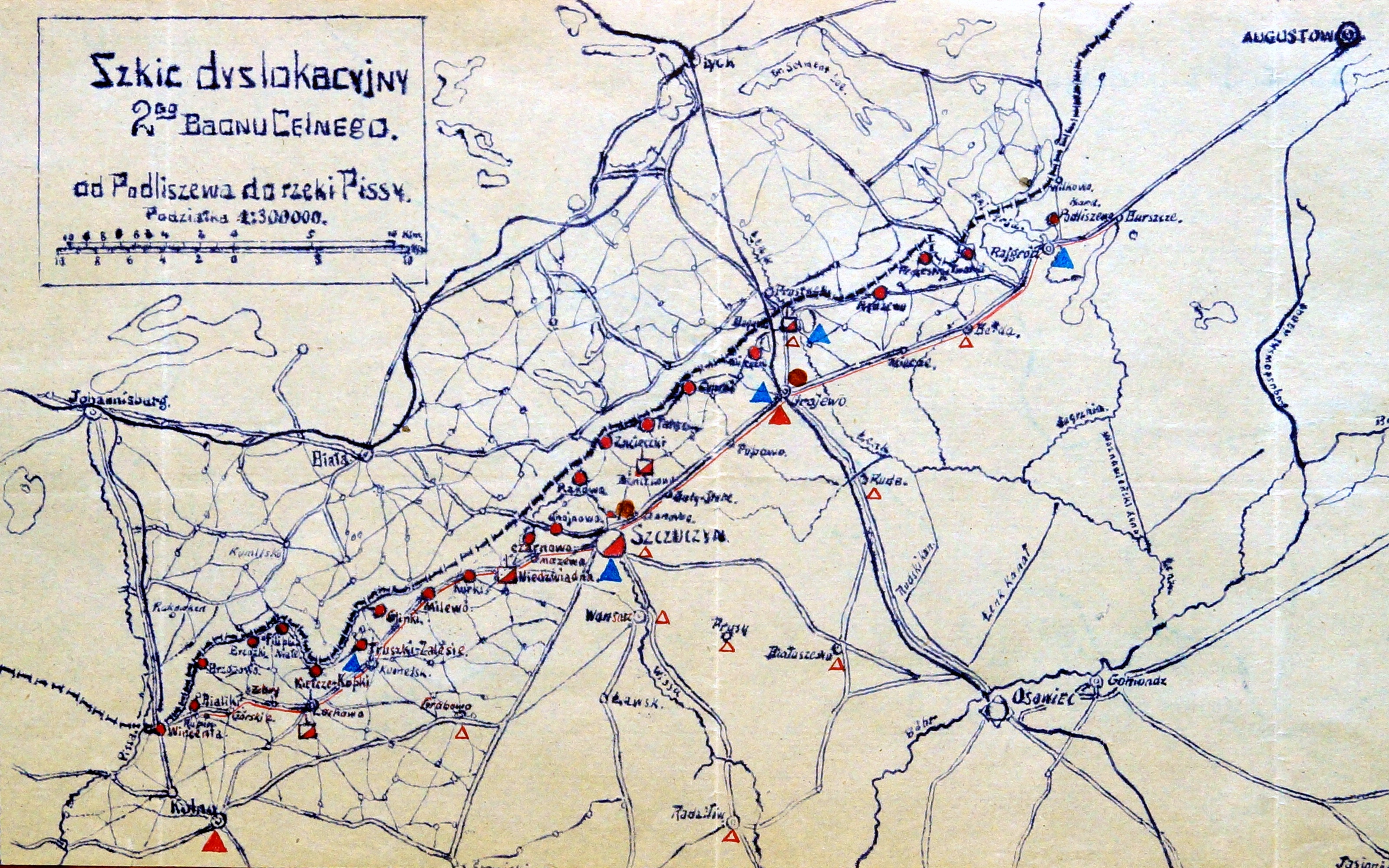
Szkic 2 batalionu celnego Szczuczyn

2 Batalion Celny – jednostka organizacyjna formacji granicznych II Rzeczypospolitej.

## Geneza
W dniu 4 listopada 1920 6 pułk Strzelców Granicznych został zluzowany przez bataliony wartownicze nr 8/VI i 1/VI (?). W drugiej dekadzie tego miesiąca bataliony osiągnęły nakazane im rejony i przejęły przeznaczone im odcinki graniczne.
Na podstawie rozkazu Ministra Spraw Wojskowych nr 3046/Org z dnia 24 marca 1921 w miejsce batalionów wartowniczych i batalionów etapowych utworzone zostały bataliony celne.

## Formowanie i zmiany organizacyjne
2 batalion celny powstał na terenie Okręgu Generalnego „Warszawa”, na bazie 6/I batalionu wartowniczego. Etat batalionu wynosił 14 oficerów i 600 szeregowych. Podlegał Komendzie Głównej Batalionów Celnych, a pod względem politycznym Ministrowi Spraw Wewnętrznych.
Mimo że batalion był w całym tego słowa znaczeniu oddziałem wojskowym, nie wchodził on w skład pokojowego etatu armii. Uniemożliwiało to uzupełnianie z normalnego poboru rekruta. Ministerstwo Spraw Wojskowych zarówno przy ich formowaniu, jak i uzupełnianiu przydzielało mu często żołnierzy podlegających zwolnieniu, oficerów rezerwy oraz szeregowców i oficerów zakwalifikowanych przez dowództwa okręgów generalnych jako nie nadających się do dalszej służby wojskowej.
Według stanu z maja 1921, batalion ochraniał odcinek granicy od rzeki Pisy do rejonu wsi Lipówka. Jego północno-wschodni skraj obsadzała stacjonująca w Reszkach 3 kompania ppor. Dwornickiego.
W sierpniu 1921 21 batalion celny został zluzowany przez Straż Celną i niedługo potem rozformowany. Jego 4 kompania celna została podporządkowana 2 batalionowi celnemu.
We wrześniu 1921 odcinek od Lipówki do Wilkowa został przekazany do ochrony 43 batalionowi celnemu.
W listopadzie 1921 Ministerstwo Spraw Wewnętrznych postanowiło powołać brygady celne. 2 batalion celny wejść miał w struktury 1 Brygady Celnej. Nocą z 5 na 6 grudnia 1921 2 batalion celny został zluzowany przez Straż Celną i po uzupełnieniu przesunięty na granicę wschodnią.
Wykonując postanowienia uchwały Rady Ministrów z 23 maja 1922, Minister Spraw Wewnętrznych rozkazem z 9 listopada 1922 zmienił nazwę „Baony Celne” na „Straż Graniczna”. Wprowadził jednocześnie w formacji nową organizację wewnętrzną. 2 batalion celny przemianowany został na 2 batalion Straży Granicznej.

## Służba celna
Odcinek batalionowy podzielony był na trzy lub cztery pododcinki, które obsadzały kompanie wystawiające posterunki i patrole. Posterunki wystawiano wzdłuż linii granicznej w taki sposób, by mogły się nawzajem widzieć w dzień. W tym zakresie batalion współpracował z posterunkami i patrolami Policji Państwowej. Współpraca polegała na tym, że te pierwsze wystawiały wzdłuż linii granicznej stale posterunki i patrole, natomiast policja tworzyła je w głębi strefy, poza linią graniczną. W zakresie ochrony granicy batalion podlegał staroście.
Sąsiednie bataliony
⇔ 1 batalion celny w Chorzelach – VI 1921

## Kadra batalionu
Dowódcy batalionu
| stopień | imię i nazwisko | okres pełnienia służby | kolejne stanowisko |
| ------- | --------------- | ---------------------- | ------------------ |
| ppłk    | Czesław Łabuć   | IV 1921 – X 1922       |                    |

## Struktura organizacyjna
| Ordre de Bataille 2 batalionu celnego w Szczuczynie na dzień 1 czerwca 1921:       | Ordre de Bataille 2 batalionu celnego w Szczuczynie na dzień 1 czerwca 1921: | Ordre de Bataille 2 batalionu celnego w Szczuczynie na dzień 1 czerwca 1921: | Ordre de Bataille 2 batalionu celnego w Szczuczynie na dzień 1 czerwca 1921: | Ordre de Bataille 2 batalionu celnego w Szczuczynie na dzień 1 czerwca 1921: |
| kompanie                                                                           | 1. Bogusze                                                                   | 2. Bęćkowo                                                                   | 3. Raczki                                                                    | 4. Lachowo                                                                   |
| ---------------------------------------------------------------------------------- | ---------------------------------------------------------------------------- | ---------------------------------------------------------------------------- | ---------------------------------------------------------------------------- | ---------------------------------------------------------------------------- |
| dowócy                                                                             | por. Wenda                                                                   | ppor. Będzikowski                                                            | ppor. Dwornicki                                                              | por. Strzałkowski                                                            |
| placówka                                                                           | Tworki                                                                       | Mirucie                                                                      | Lipówka                                                                      | Kurki                                                                        |
| placówka                                                                           | Przestrzele                                                                  | Cyprki                                                                       | Korytki                                                                      | Glinki                                                                       |
| placówka                                                                           | Rydzewo                                                                      | Tarachy                                                                      | Chomontowo                                                                   | Futory                                                                       |
| placówka                                                                           | Bogusze                                                                      | Zacieczki                                                                    |                                                                              | Kiełcze                                                                      |
| placówka                                                                           |                                                                              | Rakowo                                                                       | Rutki                                                                        | Filipki                                                                      |
| placówka                                                                           |                                                                              | Czarnówek                                                                    | Reszki                                                                       | Brzózki                                                                      |
| placówka                                                                           |                                                                              | Niedźwiadna                                                                  | Popowo                                                                       | Brzozowa                                                                     |
| placówka                                                                           |                                                                              |                                                                              | Judzik                                                                       | Bialiki                                                                      |
| placówka                                                                           |                                                                              |                                                                              | Podliszewo                                                                   | Wincenty                                                                     |
| Ordre de Bataille 2 batalionu celnego w Rakowie na dzień 1 lutego 1922             |                                                                              |                                                                              |                                                                              |                                                                              |
| kompanie                                                                           | 1. Joachimowo                                                                | 2. Wołma                                                                     | 3. Raków                                                                     | 4. Lipienie                                                                  |
| dowódcy                                                                            | kpt. Sokołowski                                                              | por. Szubert                                                                 | ppor. Wnuk                                                                   | por. Kotowicz                                                                |
| placówki                                                                           | Besmany                                                                      | Marzeckie                                                                    | Pomorszczyzna                                                                | Polikszty                                                                    |
| placówki                                                                           | Józefnia                                                                     | Zojówka                                                                      | Raków ul. Bukrówka                                                           | Węgliszczyzna                                                                |
| placówki                                                                           | Barzi                                                                        | Jankowice                                                                    | Raków ul. Mruzka                                                             | Woznowszczyzna                                                               |
| placówki                                                                           | Dubowa                                                                       | Zagajno                                                                      | Żuki                                                                         | Weńzelewo                                                                    |
| placówki                                                                           | Siarki                                                                       | Chimorudy                                                                    | Zabłotkowszczyzna                                                            | Turkowszczyzna                                                               |
| placówki                                                                           | Paździerzyce                                                                 | Duszkowa                                                                     |                                                                              | Gaiszczycha                                                                  |
| placówki                                                                           | Joachimowo                                                                   | Duszkowa folwark                                                             |                                                                              | Lipienie                                                                     |
| placówki                                                                           |                                                                              | Worunki                                                                      |                                                                              | Sieleszczyki                                                                 |
| placówki                                                                           |                                                                              |                                                                              | Hurnowicze                                                                   |                                                                              |
| Ordre de Bataille 2 batalionu celnego w Nowym Świerżeniu na dzień 30 września 1922 |                                                                              |                                                                              |                                                                              |                                                                              |
| kompanie                                                                           | 1. Mikołajewszczyzna                                                         | 2. Odceda                                                                    | 3. Nowy Świerżeń                                                             | 4. Nowy Świerżeń                                                             |
| dowódcy                                                                            | kpt. Sokołowski                                                              | por. Szubert                                                                 | kpt. Lucjan Orłowski                                                         | por. Kotowicz                                                                |
| placówki                                                                           | Rusakowicze                                                                  | Smolarnia                                                                    |                                                                              |                                                                              |
| placówki                                                                           | Łuchowata                                                                    | Kołosowo                                                                     |                                                                              |                                                                              |
| placówki                                                                           | Swirinowo                                                                    | Barkowszczyzna                                                               |                                                                              |                                                                              |
| placówki                                                                           | Radziwiłłowsko                                                               |                                                                              |                                                                              |                                                                              |